# Idioma cúmbrico
El cúmbrico, cumbrio, címbrico o cámbrico era un idioma celta britónico centrado en Cumbria, en el noroeste de Inglaterra, que se hablaba desde el sur de Escocia hasta el Gran Mánchester, es decir, en la región a la que los galeses llaman Yr Hen Ogledd 'El Viejo Norte'. 

## Historia
En el siglo VII el avance de los invasores anglos hacia el oeste de Gran Bretaña desde la costa este dejó incomunicadas en dos regiones diferentes a las comunidades de lengua britónica, quedando al sur el galés y dividiéndose la zona norte en tres reinos: Gododdin, entre los ríos Forth y Tyne, con capital en Edimburgo; Strathclyde, ocupando gran parte del suroeste de Escocia, con capital en Dumbarton; y Rheged, en la actual Cumbria y parte de Escocia, con capital posiblemente en Carlisle. En estos reinos y en esta zona, a uno y otro lado del límite actual entre Escocia e Inglaterra, en la parte occidental, era donde fue hablado el cúmbrico.
El reino de Gododdin cayó en poder de los anglos a mediados del siglo VII, si bien desconocemos cuanto tiempo perduró el cúmbrico en la región.
Los otros dos reinos lograron sobrevivir durante más tiempo a las incursiones, ocupaciones y rivalidades entre los anglos, los escoceses y otros grupos procedentes de Irlanda, de origen mixto irlandés y vikingo. Aunque en la actualidad el término 'Cumbria' se refiere únicamente a la zona inglesa, existe justificación histórica para que pueda usarse para aludir a toda el área, incluso el antiguo reino de Strathclyde, del mismo modo que podemos utilizar el término 'cúmbrico' para referimos a su lengua. Strathclyde pasó a formar parte del reino de Escocia en el siglo X, pero se han conservado numerosos nombres de lugares en britónico que han llegado hasta nuestros días: "Ochiltree" (cf. del galés uchel 'alto' y tref 'ciudadanía').

## Evidencia lingüística
Donde parece haber más trazas de esta lengua es en la toponimia, así "Lanark", por ejemplo, se corresponde con el galés llannerch, 'claro'; "Ecclefechan" con el galés eglwysfechan, 'pequeña iglesia', "Penrith" con en galés pen, 'fin' + rhyd, 'vado', esto es, 'al final del vado'; o Carrock (Fell) con el galés carreg, 'roca'.
También conocemos tres palabras dentro de un texto legal latino datado del siglo XI, Leges inter Brettos et Scottos. Estas tres palabras son galnys, 'indemnización por un homicidio cometido o bien la deuda de sangre debida a él'; mercheta, 'hija; y kelkyn, 'círculo', cuyos equivalentes en galés medio son galanas, merch y cylch (en bretón merc'h y kelc'h, en el caso de las dos últimas palabras). También hay nombres propios en la Vida de San Kentigern.
Se baraja que los bardos Taliesin y Aneurin del siglo VI compusieran sus obras en esta lengua.
El destino de la lengua en la Cumbria moderna es, si cabe, más oscuro. Se acepta generalmente la teoría de Keneth Jackson de que la lengua había prácticamente desaparecido hasta que en el siglo X fue de nuevo introducida procedente de Strathclyde. Sin embargo, Phythian-Adams (1996) sostiene que, al menos en algunas partes de zona en cuestión, la lengua celta sobrevivió a la ocupación angla y que se podría haber mantenido hasta el siglo XII.
A partir de las pocas evidencias que nos han llegado se deduce que no debía ser muy diferente del galés antiguo, lengua mejor conocida. Tampoco diferiría demasiado de la lengua bretona hablada en esa época. En la actualidad hay esfuerzos de reconstruirla usando las pocas palabras y frases que sobreviven entre los hablantes locales de inglés.

### Numerales
Entre las pruebas de que el cúmbrico podría haber influido en los dialectos locales del inglés se encuentran un grupo de sistemas de conteo, o partituras, registrados en varias partes del norte de Inglaterra. A partir del siglo XVIII se recopilaron alrededor de 100 de estos sistemas; el consenso de los estudiosos es que derivan de una lengua bretona estrechamente relacionada con el galés. Aunque a menudo se les denomina "numerales para contar ovejas", la mayoría de las partituras registradas no se utilizaban para contar ovejas, sino para contar telas o para juegos infantiles o rimas infantiles. Se ha sugerido que estas partituras representan una supervivencia del cúmbrico medieval, una teoría popularizada por primera vez en el siglo XIX. Sin embargo, estudiosos posteriores llegaron a rechazar esta idea, sugiriendo en su lugar que las partituras eran importaciones posteriores de Gales o Escocia, pero a la luz de la escasez de pruebas en un sentido u otro, Markku Filppula, Juhani Klemola, y Heli Paulasto postulan que sigue siendo plausible que los sistemas de conteo son, de hecho, de origen cúmbrico.
El cúmbrico, al igual que otras lenguas britónicas, utiliza un sistema de cuenta vigesimal, es decir, una numeración hasta el veinte, con números intermedios para el diez y el quince. Por lo tanto, después de la numeración del uno al diez, los números siguen el formato uno-y-diez, dos-y-diez, etc. hasta el quince, y luego uno-y-quince, dos-y-quince hasta el veinte. Las palabras dialectales para los números muestran una gran variación en la región. (ver tabla).
| Nr. | Keswick | Westmorland | Eskdale | Millom | High Furness | Wasdale | Teesdale | Swaledale | Wensleydale | Ayrshire | Galés              | Córnico           | Bretón           |
| --- | ------- | ----------- | ------- | ------ | ------------ | ------- | -------- | --------- | ----------- | -------- | ------------------ | ----------------- | ---------------- |
| 1   | yan     | yan         | yaena   | aina   | yan          | yan     | yan      | yahn      | yan         | yinty    | un                 | onan, unn         | unan             |
| 2   | tyan    | tyan        | taena   | peina  | taen         | taen    | tean     | tayhn     | tean        | tinty    | dau m, dwy f       | dew m, diw f      | daou m, div f    |
| 3   | tethera | tetherie    | teddera | para   | tedderte     | tudder  | tetherma | tether    | tither      | tetheri  | tri m, tair f'     | tri m, teyr f     | tri m, ter f     |
| 4   | methera | peddera     | meddera | pedera | medderte     | anudder | metherma | mether    | mither      | metheri  | pedwar m, pedair f | peswar m, peder f | pevar m, peder f |
| 5   | pimp    | gip         | pimp    | pimp   | pimp         | nimph   | pip      | mimp[h]   | pip         | bamf     | pump               | pymp              | pemp             |
| 6   | sethera | teezie      | hofa    | ithy   | haata        | —       | lezar    | hith-her  | teaser      | leetera  | chwech             | hwegh             | c'hwec'h         |
| 7   | lethera | mithy       | lofa    | mithy  | slaata       | —       | azar     | lith-her  | leaser      | seetera  | saith              | seyth             | seizh            |
| 8   | hovera  | katra       | seckera | owera  | lowera       | —       | catrah   | anver     | catra       | over     | wyth               | eth               | eizh             |
| 9   | dovera  | hornie      | leckera | lowera | dowa         | —       | horna    | danver    | horna       | dover    | naw                | naw               | nav              |
| 10  | dick    | dick        | dec     | dig    | dick         | —       | dick     | dic       | dick        | dik      | deg                | deg               | dek              |
| 15  | bumfit  | bumfit      | bumfit  | bumfit | mimph        | —       | bumfit   | mimphit   | bumper      | —        | pymtheg            | pymthek           | pemzek           |
| 20  | giggot  | —           | —       | —      | —            | —       | —        | —         | jiggit      | —        | ugain              | ugens             | ugent            |